# ナンシー・ローマン
ナンシー・グレース・ローマン（Nancy Grace Roman、1925年5月16日 - 2018年12月25日）は、1950年代に恒星の分類と運動の研究に多大な貢献を果たしたアメリカの天文学者。アメリカ航空宇宙局 (NASA) において女性として初めて幹部職に就き、1960年代から1970年代にかけてNASAの初代主任天文学者として宇宙天文学プログラムをスタートさせた。ハッブル宇宙望遠鏡計画では、天文学コミュニティや議会を動かすなど基礎を築く役割を果たしたことから「ハッブルの母 (Mother of Hubble)」とも呼ばれた。また、ローマンはそのキャリアを通じて、積極的な講演者や教育者、科学分野における女性の擁護者でもあった。
2020年5月20日、NASAのジム・ブライデンスタイン長官は、彼女の天文学への絶えることのない貢献を称え、計画中の赤外線宇宙望遠鏡WFIRSTをナンシー・グレース・ローマン宇宙望遠鏡と命名することを発表した。

## 若年期
ナンシー・グレース・ローマンは、テネシー州ナッシュビルで、音楽教師のジョージア・フランシス・スミス・ローマンと物理学者・数学者のアーウィン・ローマンの間に生まれた。生後間もなく、父親が石油会社の地球物理学者として就職したため、生後3ヶ月で一家はオクラホマ州に転居した。さらに一家はテキサス州ヒューストン、ニュージャージー州、ミシガン州と移り住み、1935年に父親が地球物理学の研究のため公務員となった際にネバダ州に転居した。彼女が12歳のとき、アーウィン・ローマンがアメリカ地質調査所のメリーランド州ボルチモアのオフィスで上級地球物理学者として採用されたため、一家はボルチモアに引っ越した。ローマンは、彼女が科学に興味を持つようになったのは両親の影響が大きいと考えていた。
ローマンが11歳のとき、ネバダ州のクラスメートと天文学クラブを結成し、天文学に興味を持った。彼女はクラスメートと週に一度集まり、本から星座について学んだ。周囲の人は思いとどまらせようとしたが、高校生になる頃には天文学への情熱を追求したいと考えるようになった。ボルチモアのウエスタン高校に通った彼女は、加速教育プログラムに参加して3年で卒業した。

## 教育

### スワースモア大学
ローマンは天文学を学ぶつもりでスワースモア大学に進んだ。女性の学生部長は、これにはあまり賛成しなかった。ローマン曰く「もし理工系を専攻すると言い張っていたら、彼女はもう何もしてくれなかっただろう」。学生部長は、ピート・ファンデカンプが学部長を務めていた天文学部に紹介した。彼は賛成こそしなかったが、彼女に天文学を教えた。ローマンは使われていなかった2台の学生用望遠鏡を使って研究に取り組んだ。ローマンは、このことが彼女にとって「観測機器や装置の感触をつかみ、観察技術をいじりまわすことを楽しむことができた」という点で貴重であったと述べている。彼女は、「50年前に先人が撮影した写真乾板を使ったのだから、50年後に後継者が使う写真乾板に交換する義務がある」というファンデカンプの思想を受け継ぎ、2年生のときからスプロール天文台で天文写真の写真乾板加工を始めた。ファンデカンプは、ローマンに位置天文学について講義し、天文学ライブラリの使用を奨励することで職業としての天文学について学ぶことを彼女に勧めた。彼女は1946年2月に卒業したが、ファンデカンプは第二次大戦後に天文学部門を再建したシカゴ大学の大学院で天文学を続けることを提案した。スワースモア大学卒業後もローマンは、1980年から1988年までスワースモア大学の第三者委員会の委員を務めるなど、母校との関わりを持ち続けた。

### シカゴ大学/ヤーキス天文台
大学卒業後、1946年3月にシカゴ大学大学院に入学。スワースモア大学よりも講義を受けやすいと感じた彼女は、オットー・シュトルーベ、ジョージ・ファン・ビースブルック、ウィリアム・ウィルソン・モーガンの3人の教授に相談し、それぞれの教授に天文学の観測プロジェクトに参加させてもらえるように依頼した。シュトルーベは理論プロジェクト、ファン・ビースブルックはデータ分析プロジェクト、モーガンはおそらくケンウッド天体物理観測所の屈折望遠鏡と思われる12インチの望遠鏡を使った観測プロジェクトを提供した。モーガンは、当初ローマンを嫌悪し、半年間口をきかなかったこともあったが、ローマンの研究を支援し続けた。彼女は、おおぐま座運動星団についての博士論文で1949年に博士号を取得した。
ワーナーアンドスワシー天文台での2ヶ月間の休息の後、彼女はモーガンの要請でヤーキス天文台に戻り、研究員として彼の下で働いた。彼女はさらに6年間ヤーキスで働き、当時シカゴ大学が管理していたテキサスのマクドナルド天文台や、海軍研究局の支援を受けてトロントのデービッド・ダンラップ天文台にもたびたび足を運んだ。研究職は恒久的なものではなかったため、ローマンは教官となり、後に助教授になった。
ヤーキス在籍中は、F型およびG型スペクトルの恒星と高速度星に焦点を当てた天体分光学の研究を行った。彼女の研究は、1950年には3つの論文が1年間の引用件数3,000以上で引用件数トップ100にランクインするなど、当時最も引用件数の多い論文のいくつかを生み出した。彼女は、ミシガン州のウェイン州立大学と南カリフォルニア大学から研究職のオファーを受けたが、これらの大学には十分な観測装置がなく、それは彼女にとって非常に重要な問題であると感じたため、オファーを辞退した。彼女は、データ解析のため彼女は新しい位置天文学の機器を使って写真乾板を計測するためアルゴンヌ国立研究所へ出張した。それは、ヤーキスに導入するよう説得できなかった機器であった。彼女はまた、1954年にデータ分析用の当時最新のデジタルコンピュータの購入を提唱したが、コンピューターはこの目的には役に立たないと考えていた当時の部長スブラマニアン・チャンドラセカールに断られた。ローマンは最終的に大学での仕事を辞めることとなったが、それは当時、女性が終身雇用の研究職に就くことができなかったためである。ジェラルド・カイパーは、新しい分野である電波天文学でアメリカ海軍調査研究所 (NRL) のポジションを彼女に勧めていた。

## プロとしての仕事

### 研究キャリア

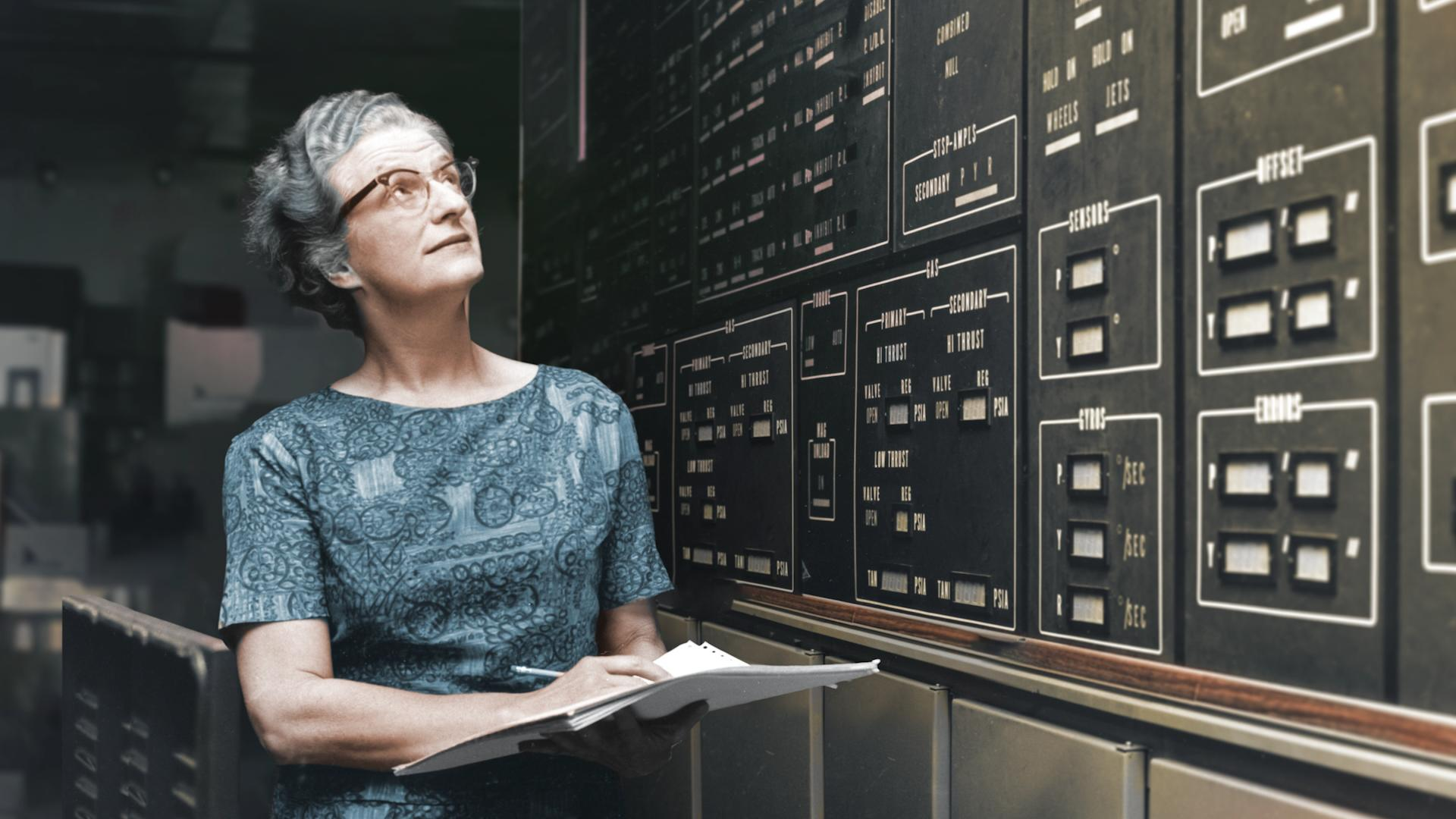
1972年頃、メリーランド州グリーンベルトにあるNASAのゴダード宇宙飛行センターで撮られた、NASAの最初の主任天文学者ナンシー・グレース・ローマン博士の写真。

ローマンは、太陽に似た肉眼で見える恒星をすべて調査し、元素の含有量と銀河の中の運動によって2つのカテゴリーに分類できることを発見した。彼女の発見の1つは、水素やヘリウムででてきている恒星は、より重い元素でできている恒星よりも速く移動することであった。もう1つの発見は、よくある恒星がすべて同じ年齢ではないことを発見したことである。これは、恒星の低分散スペクトルの水素線を比較することによって証明された。ローマンは、強い水素線を持つ星は天の川銀河の中心に近く、そうでない星は銀河平面から外れた、楕円形のパターンで移動していることに気付いた。このような銀河の構造に関する基本的な観察は、銀河の形成の最初の手がかりとなり、後の研究の基礎を築いた。彼女の論文は、アストロフィジカルジャーナルによって100年間で最も重要な100論文の1つに選ばれている。
ヤーキスで働いていたとき、ローマンはりゅう座AG星を観測し、偶然にもその分光スペクトルが以前の観測から完全に変化していることを発見した。後に彼女は、この発見を発表できたのは幸運に恵まれたからであると語っている。この発見によって天文学界での彼女の知名度は急激に上がり、彼女のキャリアアップに貢献することとなった。
ヤーキス天文台とマクドナルド天文台での研究の後、ローマンが最初に発表した研究成果の1つが、アストロフィジカルジャーナル・サプリメントシリーズに掲載された1955年の高速度星のカタログである。彼女は新たな「約600個の高速度星のスペクトル型、光電等級と色、分光視差」を記載した。その結果、スペクトルを取得しなくても恒星の色だけで重い元素を含む恒星を選択できることから、彼女の「紫外線超過」法が広く使われるようになった。1959年、ローマンは、太陽系外惑星の検出に関する論文を書いた。彼女はまた、元期1875.0の位置から星座の位置を特定する手法についての研究を行い、発表した。

### アメリカ海軍調査研究所 (NRL)
シカゴ大学を去った後、ローマンはアメリカ海軍調査研究所に行き、1954年に電波天文学のプログラムに参加した。当時、電波天文学は米国では非常に若い分野であり、NRLは1951年に研究棟の上に50フィートのパラボラアンテナからなる当時最大級の高精度電波望遠鏡を建設するなど、早くから先陣を切っていた。NRLでのローマの研究には、電波天文学、測地学、さらには水中での音の伝播などまで含まれていた。彼女はNRLに3年間在籍し、電波天文学プログラムのマイクロ波分光部門の責任者にまで上り詰めた。NRLでは、古典的天文学のバックグラウンドを持つ数少ない電波天文学者の1人として、彼女はさまざまなトピックについて相談を受けた。NRLに在籍していた際、彼女はヴァンガード計画の衛星プログラムに天文学のコンサルテーションを行ったが、後に彼女を宇宙天文学の世界に誘ったロケット計画に正式には携わっていなかった。当時、彼女は宇宙天文学の可能性を見出していたが、ロケット計画で行われている科学の質が低いことを懸念していた。
電波天文学の分野では、周波数440 MHzの電波で天の川銀河の大部分のマッピングを行い、非熱的な電波放射のスペクトルブレークを測定した。また、波長10 cm (2.86 GHz) の電波を用いて月までの距離の計算を改善したレーダー測距など、測地学の分野でも電波天文学を利用した先駆的研究を行っている。ローマンは、1959年の測地学会議で、地球の質量を決定する最良の方法としてこれを発表した。
NRL在籍中の1956年、ローマンは当時ソビエト連邦に属していたアルメニアのビュラカン天文台の落成式で、恒星の研究についての講演依頼の招待を受けた。これにより彼女の国際的な評価はさらに高まった。そして、冷戦が始まってから初めてアルメニアを訪問した民間人として、彼女のアメリカ国内での知名度も高まり、一連の天文学講演会が開かれるようになった。彼女の評判は、新たに設立されたアメリカ航空宇宙局 (NASA) の関係者を含めて、確立されたものとなった。

### NASA

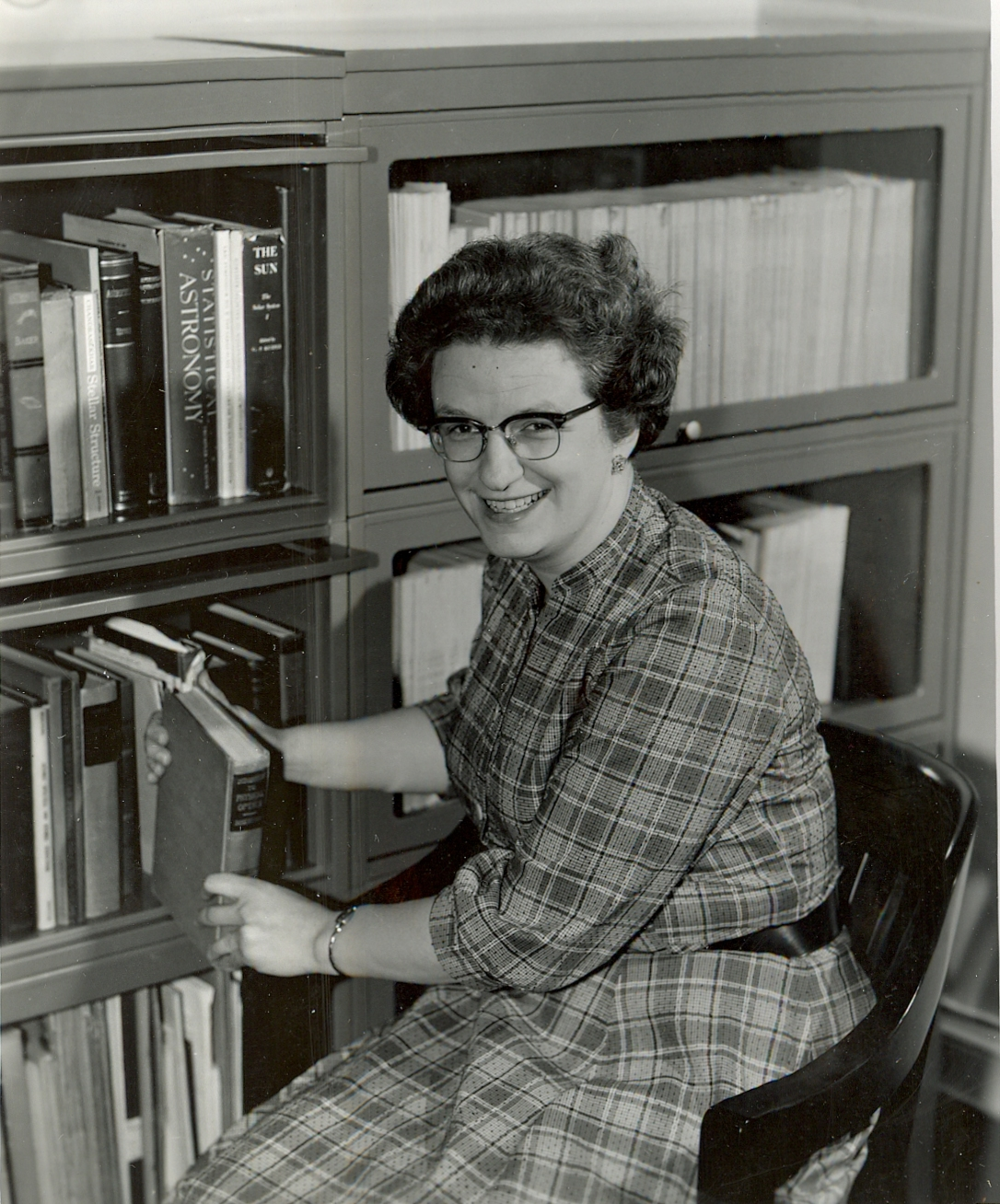
ナンシー・グレース・ローマン（1960年代にNASAの彼女のオフィスにて）

NASAでのハロルド・ユーリーの講演会で、ローマンはジャック・クラークに声をかけられ、NASAで宇宙天文学のプログラムを作ることに関心のある人を知っているかと尋ねられた。彼女はそれを自分への勧誘であると解釈し、そのポジションに就いた。名目上、彼女の時間の20％を科学的研究に使うことが許されていたものの、そのポジションに就くことは事実上研究を諦めることを意味すると彼女は認識していた。2018年に彼女は、「50年間天文学に影響を与えると思われるプログラムを構想するために白紙の状態からスタートするチャンスを前にして、私は抵抗することができなかった。」と述べている。ローマンは、1959年2月下旬に観測天文学の責任者としてNASAに着任した。彼女はすぐに太陽観測衛星 (Orbiting Solar Observatories, OSO) 、測地学と相対性理論を含む広範なプログラムを引き継いだ。1960年初頭、ローマンはNASA宇宙科学部の最初の主任天文学者となり、最初のプログラムを立ち上げた。彼女はまた、宇宙機関で幹部職に就いた最初の女性でもあった。
アメリカ全土を旅して天文学の学部で講義をし、プログラムが開発中であることを説明することも、彼女の仕事の一部だった。ローマンはまた、他の天文学者が何を研究したいのかを探り、宇宙から観測することの利点について彼らに教えることにも目を向けていた。この彼女の一連の訪問は、NASAの科学研究は、より広い天文学界のニーズによって推進されるという前例となった。彼女の言を借りれば、訪問は「NASAで何を計画しているのか、どんな機会があるのかを伝えるものであったが、それと同じくらい、彼らがNASAが何をすべきだと考えているのか、彼らから感じ取るためのもの」でもあった。彼女の働きは、宇宙科学プログラムに敵対的であった地上の天文学界を、宇宙からの天文学の支持者へと変えることに貢献した。彼女は、大規模な天文学プロジェクトは、学術研究の科学者が個々に行う実験ではなく、より広い科学コミュニティのためにNASAが管理するという方針を確立した。就任して1年後の1960年には、ローマンは「これらすべての計画の基本的な部分は、天文学界全体の参加である。NASAは、天文学者が必要とする基本的な観測を宇宙から得られるように、調整期間としての役割を果たす。」といった方針とともに、NASAの天文学のための計画を発表し始めた。
NASAでの勤務中、ローマンは様々なプログラムの予算を策定・準備し、それらの科学的な関与を組織した。1959年から1970年代にかけてピアレビューが導入され、外部の専門家が参加するようになった際には、彼女はNASAの天文学プロジェクトの提案を、そのメリットと彼女自身の見識に基づいて、承認したり拒否したりできる唯一の人間となっていた。
1959年に、ローマンは、おそらく初めて、宇宙望遠鏡を使って太陽系外惑星を検出できる可能性があると提案し、それを可能とする回転コロナグラフマスクを使用した技術を提案した。同様のアプローチは、最終的にハッブル宇宙望遠鏡を使って太陽系外惑星の可能性があるとされたフォーマルハウトbを画像化するために使用され、彼女の名前を冠したナンシー・グレース・ローマン宇宙望遠鏡（旧称WFIRST）では、我々の太陽系の巨大惑星に似た太陽系外惑星を画像化するために使用される予定である。彼女はまた、1980年には早くも将来のハッブル宇宙望遠鏡が木星型の系外惑星をアストロメトリー法で検出できるようになるだろうと信じていた。これは、グリーゼ876の周りで既に発見されていた惑星に対して、その特徴を示したことで2002年に成功した。

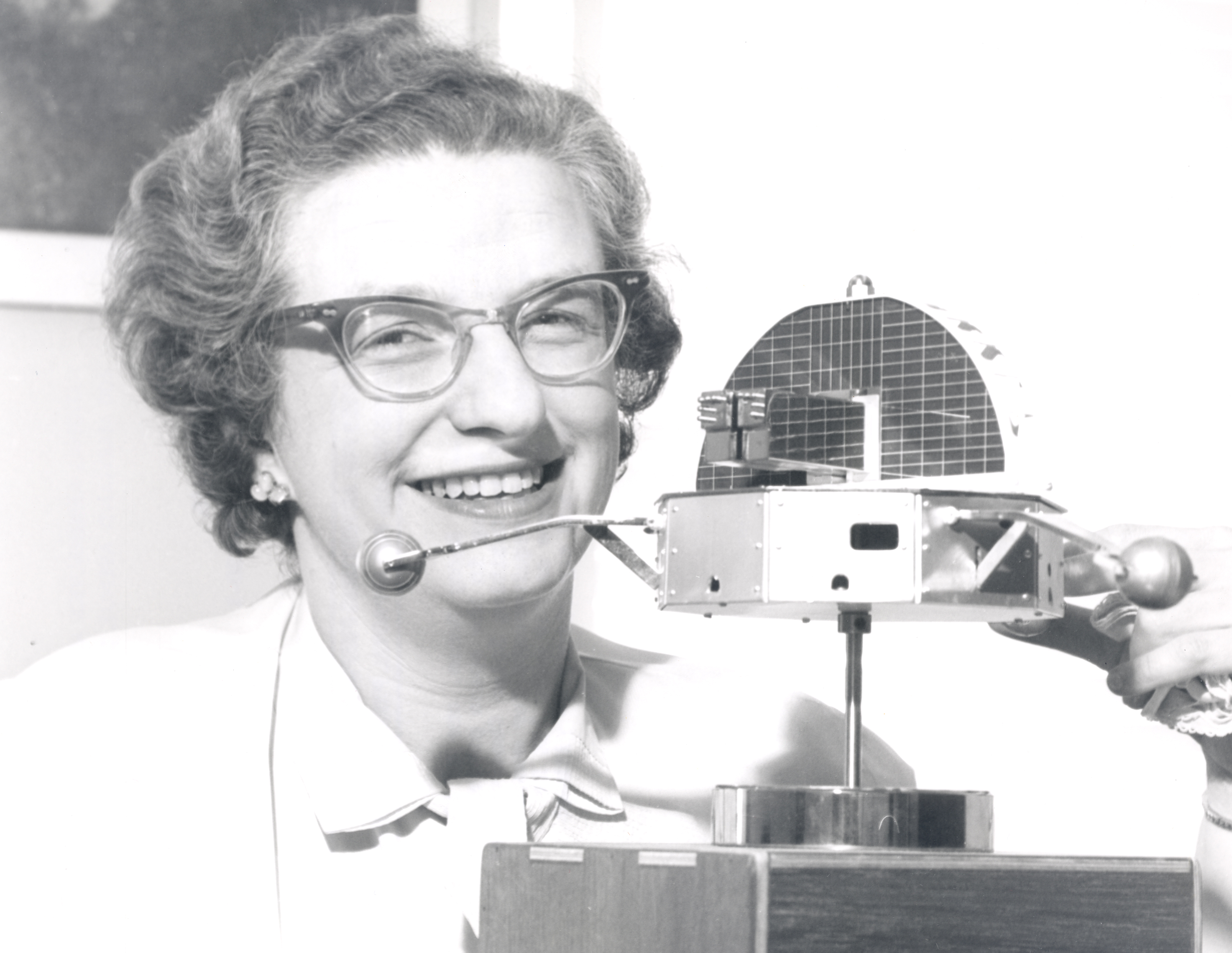
1962年、太陽観測衛星の模型を持つローマン。

ローマンは、1961年から1963年までNASAの天文学・太陽物理学主任に就任した。この間、彼女は太陽観測衛星プログラムの開発を監督し、1962年5月にOSO 1を開発して打ち上げ、1965年2月にOSO 2、1967年3月にOSO 3を開発した。その他、NASAでは天文学・相対性理論主任を含む様々な役職を歴任した。

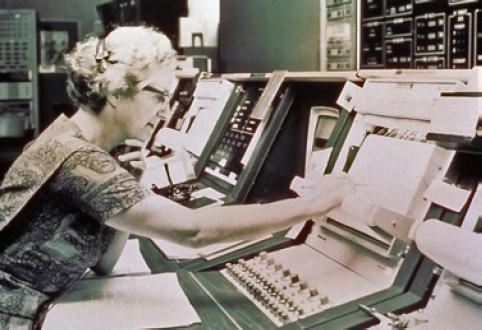
1972年に打ち上げられ、コペルニクスという愛称が付けられた宇宙望遠鏡OAO-3の制御コンソールに座るローマン。ただしこれは宣材写真である。彼女はゴダードの制御室で実際に働いたことはなかった。

彼女はまた、1959年から技術者のディクソン・アシュワースと共に、光学望遠鏡と紫外線望遠鏡のシリーズである軌道天文観測所計画 (OAO) を主導した。最初のOAO-1は1962年に打ち上げられる予定だったが、技術的な問題により計画が縮小された機体が1966年に打ち上げられ、その機体も軌道到達から3日後に失敗した。ローマンは、2018年にこれらの問題を回想して以下のように説明している。
家づくりが確立された芸術であるにもかかわらず、家を建てる契約をしたとしても、それが予定の期日までに完成しないことは不思議なことではありません。NASAは全く新しいプロセスを学ぼうとしていたので、予想外の問題がずっと発生していました。したがって、予想外の遅延があったとしても不思議ではありません。

If you contract to have a house built, you are not surprised if it is not finished by the predicted date even though house building is an established art. NASA was trying to learn a completely new process with unexpected problems arising all along. Thus, it is hardly surprising that there were unpredicted delays.—Nancy Grace Roman、
その後も彼女はOAO-2の開発を続け、1968年12月に打ち上げられたこの衛星は、宇宙望遠鏡として初の成功を収めた。「コペルニクス」と命名された紫外線望遠鏡OAO-3は、1972年から1981年まで運用され、大きな成功を収めた。
ローマンは、1970年にリカルド・ジャッコーニとともにX線探査機ウフル、1972年にガンマ線望遠鏡SAS-2、そして1975年にX線望遠鏡SAS-3と、3つの天文衛星の開発と打ち上げを監督した。その他のプロジェクトでは、4つの測地衛星を監督した。他にも、天文学ロケット計画、相対論的重力赤方偏移を測定するスカウトプローブ、高エネルギー天文学観測所のための計画、スペースラブ、ジェミニ、アポロ、スカイラブでの実験などの小規模プログラムも計画した。ローマンは不愛想なことで知られていた。あるいはロバート・ジンマーマンが言うように、「研究プロジェクトを承認したり否定したりするときの彼女の冷徹で現実的な態度は、天文学界の多くの人に嫌われて」いた。1960年代初頭、重力赤方偏移をパウンド・レブカ実験が宇宙での計画で想定されていたよりも良い精度で実証した際に、彼女が3つの独立した計画で構成された相対性理論プログラムを終了したことは、彼女で冷徹で現実的な態度の非常に良い証拠となった。

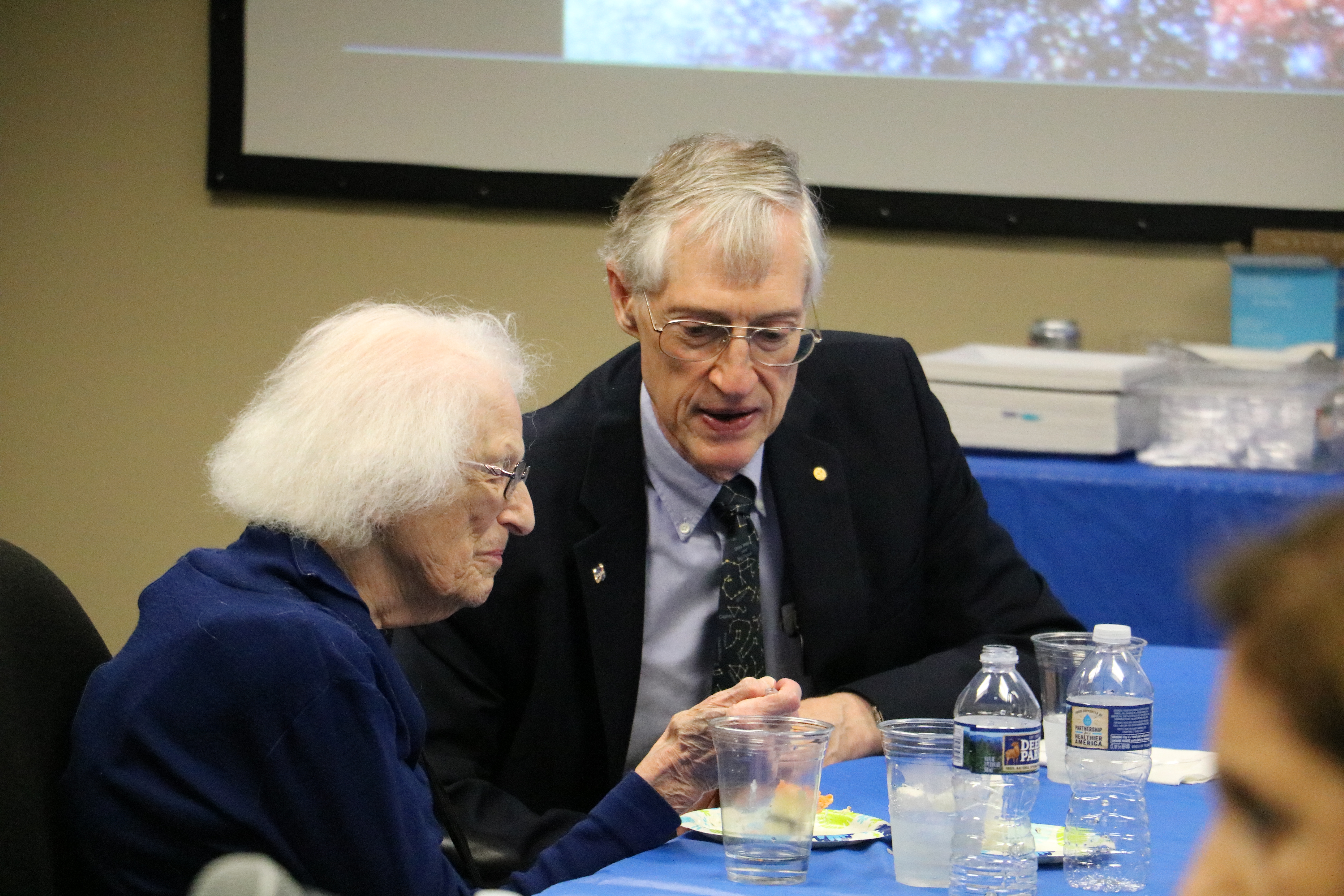
2017年、COBEプロジェクトの科学者ジョン・C・マザーとナンシー・グレース・ローマン

ローマンは、小型天文学衛星でジャック・ホルツと、宇宙望遠鏡でドン・バロウブリッジとともに仕事をした。また、マーティン・シュヴァルツシルトが主導したStratoscope気球プロジェクトをONRとアメリカ国立科学財団から継承し、NASAの科学気球プログラムを立ち上げた。ローマンはまた、NASAの航空機搭載天文学プログラムの開発を主導した。これは、1968年にリアジェットに搭載した12インチ望遠鏡に始まり、1974年には36インチ望遠鏡を備えたカイパー空中天文台が続き、フランク・J・ローなどの研究者に天文観測の波長域として赤外線領域を開放した。彼女の在職中に開始された他の長波長ミッションは、宇宙背景放射探査機COBEとIRASである。当初彼女は、COBEがピアレビューを通過できるとは確信を持てなかったが、2006年にCOBEを主導した2人の科学者に対してノーベル物理学賞が授賞されている。COBEとIRASは、いずれも1968年にローマンが天文学ミッションのポートフォリオの拡大を管理するために雇ったナンシー・ボージェスが監督していた。ローマンはまた、NASAが国際紫外線探査機IUEのパートナーシップを承認するために尽力した。これは、彼女にとって最大の成功であると感じられた。彼女は、「IUEは困難な闘いだった。サポートがなかったというわけではありませんが、ほぼ一人で成功させたと思っている。」と述懐している。

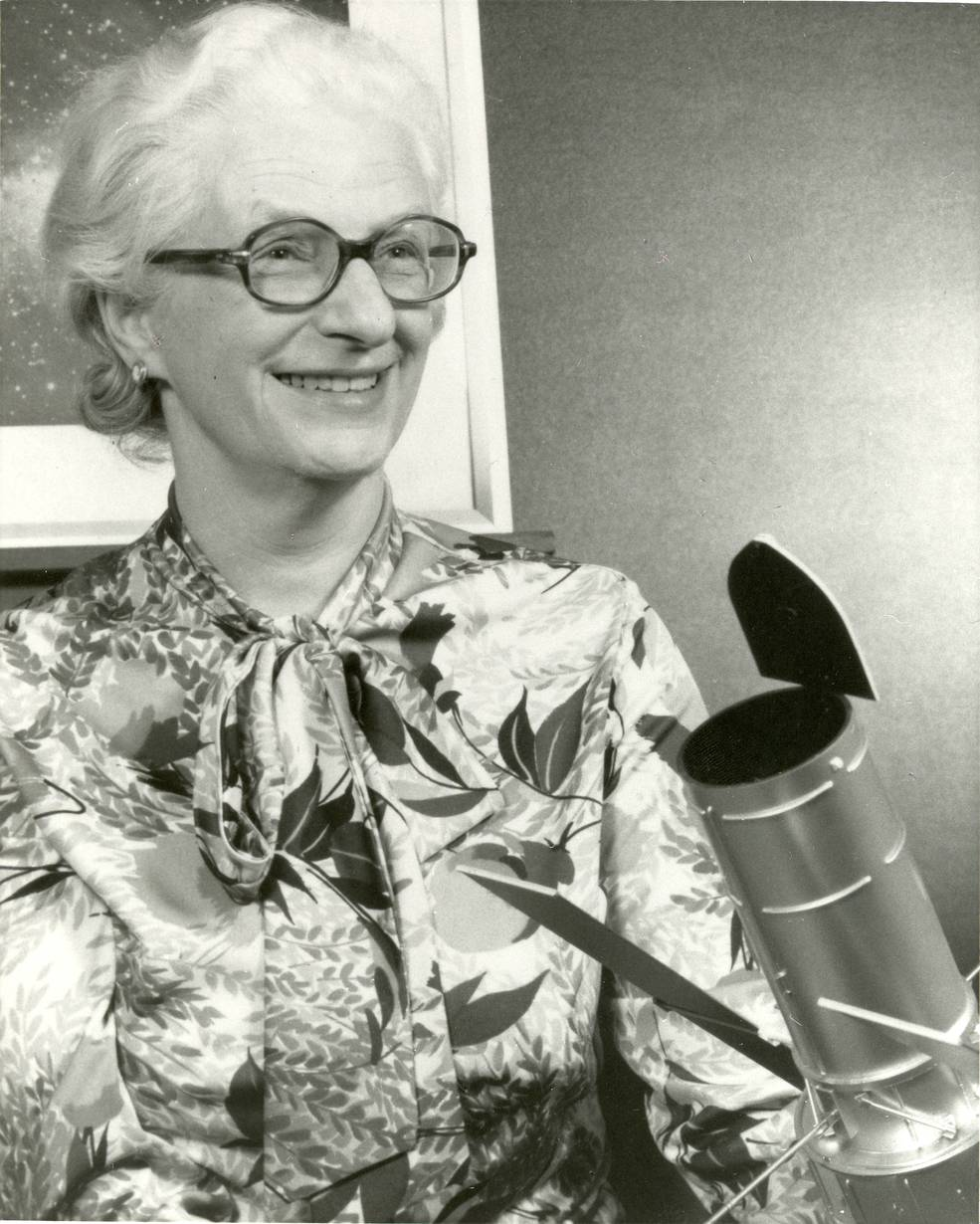
最終的にハッブル宇宙望遠鏡として開発された大型宇宙望遠鏡のモデルを持つナンシー・グレース・ローマン博士。1966年の写真として掲載されているが、1970年代中頃までこのデザインは標準ではなかった。

ローマンが大きく関わった最後のプログラムは、当時は大型宇宙望遠鏡 (LST) と呼ばれていたハッブル宇宙望遠鏡 (HST) であった。1946年にライマン・スピッツァーによって宇宙の大型望遠鏡が提案され、サターンVロケットの開発が進む1960年代初頭には3m級の宇宙望遠鏡に天文学者の関心が集まっていたが、ローマンはまず必要な技術を実証するため、小型のOAO望遠鏡の開発に注力することとした。彼女は、1968年まで打ち上げられなかったOAO-2の12インチ (30.5 cm) の小さな望遠鏡でさえ適切なポインティング制御システムの開発が技術的に大きなハードルだったことから、これは大きな飛躍であると感じた。また、ローマンが「塵などの克服不可能な問題が多過ぎる」と感じた月面望遠鏡の構想も、1965年にNASAのラングレー研究所のエンジニアが「人間が操作する宇宙望遠鏡」の構想を推進したが、ローマンはこれを馬鹿げた混乱であると考えていた。OAO-2で成功を収めた後、ローマンはLSTを始めようと考え始め、その科学的価値を宣伝する講演会を開くようになった。1969年にはNASAが全米科学アカデミーに3m級宇宙望遠鏡の科学的研究を依頼し、その結果NASAはお墨付きを得た。1971年、ローマンは大型宇宙望遠鏡のための科学運営グループを立ち上げ、全国からNASAの技術者と天文学者を任命してそのメンバーとなり、コミュニティのニーズを満たすことができ、かつNASAが実行可能な自由浮遊型の宇宙天文台を設計することを明確な目的とした。
ローマンは初期の計画、特にプログラム構造の設定に深く関与していた。ロバート・ジンマーマンは「ローマンは初期の頃からLSTの推進力となっていた」としており、1972年にローマンの下でプロジェクトサイエンティストとして雇われた天文学者チャールズ・ロバート・オデルとともに「NASA内部でのLSTの主要な提唱者かつ監督者であり、天文学界と協力して取り組んだ彼らの努力は、大規模科学プロジェクトのNASAオペレーションに対して詳細なパラダイムを生み出し、これは現在では大規模天文学施設の標準となっている」としている。これには、宇宙望遠鏡科学研究所 (SCScI) の創設と科学ミッション運用の責任の移譲が含まれた。ローマンは、NASA長官ジェイムズ・ウェッブがLST計画への支援を募るために主催した一連のディナーの中で、「天文学界とNASAの双方がLSTの実現可能性と価値を確信している」と、政治的にコネクションのある人物に対して話した。また、LST計画を正当化し続けるために1970年代を通して議会での証言を書いた。また、彼女は検出器の技術にも投資し、ハッブルはCCDイメージセンサを使用する最初の主要な宇宙観測所となった。ハッブルの開発におけるローマンの最後の役割は、科学運用の選考委員会に委員を務めたことであった。
その貢献から、ローマンはしばしば「ハッブルの母」と呼ばれているが、彼女は後年、他の人の多くの貢献を考えると、その呼び名に違和感を覚えたことを認めている。ローマンと一緒に働いていたNASAの当時の主任天文学者エドワード・J・ウェイラーは、彼女のことを「ハッブル宇宙望遠鏡の母」と呼んでいた。彼は「ハッブル宇宙望遠鏡を使ってキャリアを築いている若い世代の天文学者からは忘れ去られがちなことだ」と述べている。「残念ながら、今日のインターネット時代においては、多くの歴史が忘れ去られているが、インターネットやGoogle、電子メールなどの前の古い時代のナンシーは、ハッブル宇宙望遠鏡を売り込み、天文学者を組織し、最終的に議会に資金を提供するように説得してくれた」。ウィリアムズは、ローマンを「NASAの指導的立場にあったそのビジョンが、何十年にもわたって米国の宇宙天文学を形作ってきた」人物として回想している。

### NASA退職後
21年間NASAに勤務した後、高齢の母親を介護するため1979年に早期退職の機会を得たが、宇宙望遠鏡科学研究所 (STScI) の選定を完了するために、さらに1年間コンサルタントを続けた。ローマンはコンピュータープログラミングを学ぶことに興味を持っていたので、モンゴメリーカレッジでFORTRANのコースを受講し、1980年から1988年までORI, Inc.のコンサルタントとしての職を得た。この仕事では、以前の研究分野であった測地学の研究と天文カタログの開発をサポートすることができた。これがきっかけとなり、1995年にNASAのゴダード宇宙飛行センターの天文データセンター長に就任。1997年まで、ゴダード宇宙飛行センターをサポートする請負業者のために仕事を続けた。ローマンはその後、恵まれない地区の生徒を含む上級中高生やK-12の科学教師を3年間指導し、その後、視覚障碍者と失読症向け読書のための天文教科書の集録に10年を費やした。2017年のインタビューで、ローマンは次のように述べている。「私は、子供たちに科学の世界に行くことの利点について話すことが好きで、特に女の子たちに、私の人生を見せることで科学者になって成功できることを伝えるのが好きです。」
1955年からはワシントンD.C.地域に住み、晩年は1992年に亡くなった母親とメリーランド州チェビーチェイスに住んでいた。仕事外では、ローマンは講演会やコンサートに行くことを楽しみ、アメリカ大学女性協会で活躍していた。2018年12月25日、長い闘病生活の後に他界した。

### 科学における女性

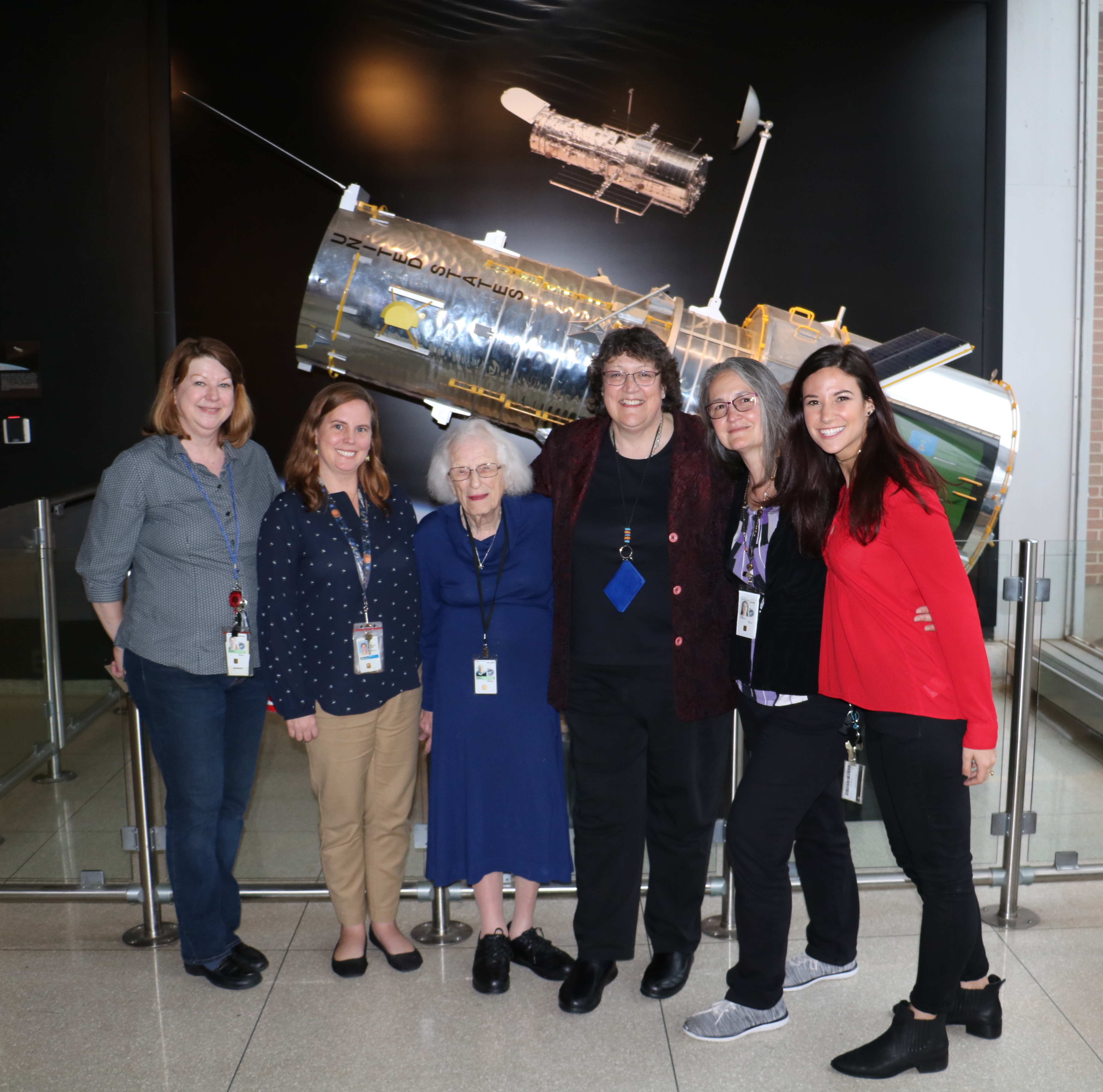
ハッブルの女性とナンシー・グレース・ローマン

20世紀半ばの科学界のほとんどの女性と同様に、ローマンは、科学技術における男性の支配と、その時代の女性に相応しいと考えられていた役割の問題に直面していた。ローマンは、周囲の人たちから天文学の道に進むことを良しとされなかった。ボイス・オブ・アメリカのインタビューで、ローマンは高校のガイダンスカウンセラーに、ラテン語の代わりに2年生の代数学を取ってもいいかと尋ねたことを覚えていた。「彼女は私を見下して、「ラテン語の代わりに数学を取るなんて、どんな女なんだ？」と嘲笑していた。それは私がほとんどの受けた扱いと同じだった。」と回想している。かつて、彼女はNASAでは数少ない女性の一人であり、幹部職に就く唯一の女性であった。彼女は、ミシガン州とペンシルベニア州立大学で「管理職の女性」というタイトルのコースに参加し、女性が管理職に就くことについての問題点を学んだ。しかし、ローマンは1980年のインタビューで、そのコースは女性の問題よりも女性の関心事に焦点を当てたものであり、満足できるものではなかったと述べている。1963年、宇宙飛行士隊への入隊が男性に制限されていたとき、ローマンはスピーチで「女性の飛行機パイロットがいるように、いつかは女性の宇宙飛行士がいると信じている」と述べた。しかし、彼女の立場では、彼女はこれを変えることはできず、後悔していることを認めた。
ローマンは、シニアサイエンスマネジメントにおける女性の活躍を評価され、女性教育産業連合、レディースホームジャーナル誌、Women in Aerospace、女性歴史博物館、アメリカ大学女性協会など、いくつかの女性団体から表彰を受けた。また彼女は、2017年にレゴの「NASAの女性たち」（Women of NASA LEGO set）で紹介された4人の女性のうちの1人であり、全ての栄誉の中で「これまでで最も楽しい」と著している。

## 刊行物
以下は、ナンシー・グレース・ローマンの論文の中から抜粋されたものである。2020年の時点で、大部分が各年の最も引用された論文トップ100に入っている。ローマンは生涯を通じて97の科学論文を発表した。
1948年
- Roman, Nancy (January 1948). “The Classification of the Metallic-Line Stars”. The Astrophysical Journal 107:  107-109. Bibcode: 1948ApJ...107..107R.

1948年に引用数が最も多かった天文学論文のトップ50（23位）に。
1949年 
- Roman, Nancy (September 1949). “The Ursa Major Group”. Astrophysical Journal 110:  205. Bibcode: 1949ApJ...110..205R.

1949年に最も引用された天文学論文の28位。
1950年 
- Roman, Nancy Grace; Morgan, William (March 1950). “The Moving Cluster in Perseus”. Astrophysical Journal 111:  426. Bibcode: 1950ApJ...111..426R.

1950年に最も引用された天文学論文の97位。
- Roman, Nancy (November 1950). “A Correlation Between the Spectroscopic and Dynamical Characteristics of the Late F - and Early G - Type Stars”. Astrophysical Journal 112:  554. Bibcode: 1950ApJ...112..554R.

1950年に最も引用された天文学論文の51位。
- Morgan, William; Roman, Nancy Grace (November 1950). “Revised Standards for Supergiants on the System of the Yerkes Spectral Atlas.”. Astrophysical Journal 112:  362-364. Bibcode: 1950ApJ...112..362M.

1950年に最も引用された天文学論文の79位。
1951年 
- Roman, Nancy (November 1951). “A Study of the Concentration of Early-Type Stars in Cygnus”. Astrophysical Journal 114:  492. Bibcode: 1951ApJ...114..492R.

1951年に最も引用された天文学論文の70位。
1952年 
- Roman, Nancy (July 1952). “The Spectra of the Bright Stars of Types F5-K5”. Astrophysical Journal 116:  122. Bibcode: 1952ApJ...116..122R.

1952年に最も引用された天文学論文のトップ20（17位）。
1953年 
- Roman, Nancy (July 1953). “The Spectrum Of BD+67°922* (AG Draconis)”. Astrophysical Journal 117:  467. Bibcode: 1953ApJ...117..467R.

ローマンの国際的な知名度をもたらした論文。
1954年 
- Roman, Nancy (September 1954). “A group of high velocity F-type stars”. Astronomical Journal 59:  307-312. Bibcode: 1954AJ.....59..307R.

1954年に最も引用された天文学論文のトップ50（50位）。
1955年 
- Roman, Nancy (December 1955). “A Catalogue of High-Velocity Stars”. Astrophysical Journal Supplement 2:  195. Bibcode: 1955ApJS....2..195R.

1955年に最も引用された天文学論文の20位。
1956年 
- Roman, Nancy (March 1956). “Spectral Types of Some Eclipsing Binaries”. Astrophysical Journal 123:  246. Bibcode: 1956ApJ...123..246R.

1956年に最も引用された天文学論文のトップ100（54位）。
1959年 
- Roman, Nancy (October 1959). “Planets of other suns”. Astronomical Journal 64:  344-345. Bibcode: 1959AJ.....64R.344R.

現在では、太陽系外惑星として知られる、他の恒星の周りにある惑星を検出するための宇宙望遠鏡に関する最も初期の記述の1つ。

## 表彰
- 連邦女性賞 - 1962年[10]
- 100人の最も重要な若者の1人、ライフ誌 - 1962年[32]
- 公共サービスに対する表彰、コロラドウィメンズカレッジ - 1966年
- 19周年記念賞、女性の教育と労働組合（ボストン）- 1967年
- NASA Exceptional Scientific Achievement Medal - 1969年[44]
- NASA Outstanding Scientific Leadership Award - 1978年[45]
- アメリカ天文学会フェロー - 1978年 [46]
- ウィリアム・ランドルフ・ラブレースII賞、アメリカ宇宙協会 - 1979年と2011年に受賞[47]
- アメリカ科学振興協会フェロー – 1988年[48]
- 生涯功労賞–航空宇宙における女性– 2010 [49]
- アメリカ大学女性協会、メリーランド州– 2016年[50]
- ラッセルセージ大学（1966年）、フッド大学（1969年）、ベイツ大学（1971年）、スワースモア大学（1976）の名誉博士号。
- 小惑星2516 ローマンは彼女の名誉にちなんで名付けられた。
- NASAのフェローシッププログラムである The Nancy Grace Roman Technology Fellowship in Astrophysics は、彼女にちなんで名付けられた[22]。
- 2017年、ローマン、 マーガレット・ハミルトン 、 メイ・ジェミソン 、 サリー・ライドのミニフィギュアが付けられた「Women of NASA」のLEGOセットが発売された[51][52]。
- ポッドキャスト「ハッブルキャスト」の第113話「ナンシー・ローマン - ハッブルの母」は、彼女に敬意を表して制作されたビデオプレゼンテーションで、彼女のキャリアを記録し、科学への貢献を探った[53]。
- 2020年、WFIRSTの名で計画されている宇宙望遠鏡に彼女の栄誉を称えて「ローマン宇宙望遠鏡」と命名した[54]。